# Alondra (persona)

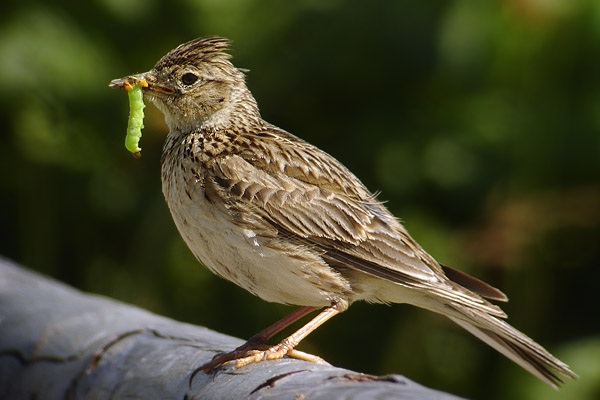
Imagen de una alondra. Benjamin Franklin decía "El pájaro que madruga consigue el gusano".

Alondra es un término usado para personas mañaneras que son de levantar muy temprano y dormir al atardecer. También se les suele llamar  "tempranera" y "madrugadora".
El ave alondra es principalmente diurna, lo que explica la elección de la palabra para las personas que tienden a irse a dormir a media tarde, y levantarse alrededor del momento del amanecer, si no antes. Los madrugadores tienden a sentirse más enérgicos justo cuando se levantan, por la mañana. Son por tanto muy adecuados para trabajar en el turno de día.
Lo opuesto a un Alondra es un Búho, alguien que se mantiene levantado hasta muy tarde y se siente más activo por la tarde.
En varios países, los madrugadores son llamados "A-people" y los noctámbulos "B-people". Los investigadores, tradicionalmente, usan los términos "matutinos" y "vespertinos".

## Prevalencia
Discusiones y estudios sobre la prevalencia de los cronotipos matutinos, vespertinos, y los indiferentes o intermedios, usan diferentes criterios y devuelven diferentes resultados. Algunos preguntan a qué hora se va la gente a dormir y se levanta, mientras que otros preguntan a qué hora preferirían ir a dormir. Una encuesta en más de 400 adultos mostraba que aproximadamente el 15 % eran matutinos, 25 % vespertinos, y 60 % intermedios.